# Farouk Miya
Farouk Miya (* 26. November 1997 in Bulo) ist ein ugandischer Fußballspieler.

## Karriere

### Verein
Miya begann seine Profikarriere 2013 beim Vipers SC und wurde dort jeweils einmal ugandischer Meister sowie Pokalsieger. Im Januar 2016 wechselte er leihweise nach Belgien zu Standard Lüttich. Sein Debüt für Lüttich in der Division 1A gab er im März 2016, als er am 30. Spieltag der Saison 2015/16 gegen den KV Mechelen in der Halbzeitpause für Darwin Andrade eingewechselt wurde. Im April 2016 erzielte er bei einem 4:1-Sieg gegen Royal Excel Mouscron sein erstes Tor in der höchsten belgischen Spielklasse. Bis zum Ende der Leihe kam er zu vier Einsätzen, in denen er ein Tor erzielte. Zur Saison 2016/17 wurde er von Lüttich fest verpflichtet.
Nach nur einem Einsatz in der Hinrunde der Saison 2016/17 wurde er zur Winterpause an den Ligakonkurrenten Royal Excel Mouscron verliehen. Für Mouscron kam er zu drei Einsätzen. Nach dem Ende der Leihe kehrte er zur Saison 2017/18 nach Lüttich zurück. Nachdem er abermals nur zu einem Einsatz gekommen war, wurde er im Februar 2018 ein zweites Mal verliehen, diesmal nach Aserbaidschan an den Səbail FK. Für Səbail kam er bis Saisonende zu 13 Einsätzen in der Premyer Liqası, in denen er zwei Tore erzielte.
Nach dem Ende der Leihe kehrte er nicht mehr nach Belgien zurück, sondern wechselte nach Kroatien zum HNK Gorica. In seiner ersten Spielzeit bei Gorica kam Miya zu 30 Einsätzen in der 1. HNL, in denen er fünf Tore erzielte. Im August 2019 wechselte er in die Türkei zu Konyaspor. Für Konyaspor kam er in der Saison 2019/20 zu 25 Einsätzen in der Süper Lig, in denen er acht Mal traf.

### Nationalmannschaft
Miya debütierte im Juli 2014 in einem Testspiel gegen die Seychellen für die ugandische Nationalmannschaft. In jener Partie erzielte er auch den Treffer zum 1:0-Endstand. 2017 nahm er mit Uganda am Afrika-Cup teil. Miya kam während des Turniers in allen drei Partien zum Einsatz und erzielte auch den einzigen Treffer seines Landes. Uganda schied allerdings als Letzter der Gruppe D in der Vorrunde aus. 2019 wurde er erneut in den ugandischen Kader für den Afrika-Cup berufen. Diesmal erreichte er mit seinem Land das Achtelfinale, in dem man an Senegal scheiterte. Miya absolvierte alle vier Spiele Ugandas.

## Erfolge
- Ugandischer Meister: 2015
- Ugandischer Pokalsieger: 2016